# یواس‌اس لیهای (۱۸۶۳)
یواس‌اس لیهای (۱۸۶۳) (به انگلیسی: USS Lehigh (1863)) یک کشتی بود که طول آن ۲۰۰ فوت (۶۱ متر) بود. این کشتی در سال ۱۸۶۳ ساخته شد.